# Henry Clifford (opera)

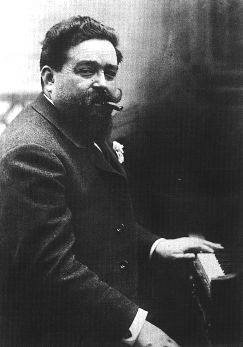
Isaac Albéniz

Henry Clifford är en grand opera i tre akter med musik av den spanske kompositören Isaac Albéniz och engelskt libretto av Francis Money-Coutts (under pseudonymen "Mountjoy"). Den hade premiär på Gran Teatro del Liceo i Barcelona den 8 maj 1895. Operan bygger på historiska personer och händelser, och utspelas i 1400-talets England under Rosornas krig, som utkämpades mellan ätterna Lancaster och York. Titelkaraktären Henry Clifford var ende son till John Clifford, en lancastrisk befälhavare som dödades i Slaget vid Towton den 29 mars 1461. Henry Clifford var en av befälhavarna vid Slaget vid Flodden emot skottarna 1513.

## Historia
Henry Clifford skrevs mellan 1893 och 1895 och var den första i en serie operor av Albéniz vilka var beställda av den rike engelsmannen Francis Money-Coutts (5:e baron Latymer), som även skrev texterna. Andra operor i serien är Pepita Jiménez (1896) och Merlin (1902). 
Albéniz påbörjade arbetet med operan medan han bodde i London, men flyttade så småningom till Barcelona där han slutförde klaverutdraget till andra akten. Efter några månader kände han sig obekväm med de konservativa, kulturella villkoren under Bourbondynastin i Spanien, och flyttade till Paris där återstoden av verket fullbordades 1894-95.

## Uppförandehistorik
Albéniz dirigerade premiären av Henry Clifford (med titeln Enrico Clifford) i Barcelona på Gran Teatro del Liceo den 8 maj 1895. Bland sångarna ingick Emanuel Suagnes i titelrollen, Angelica Nava som Lady Clifford och Andrés Perellò de Segurola som Sir John Saint-John. Trots att operan skrevs på engelska var italienska standard Liceo och ett italienskt libretto tillhandahölls av Giuseppe M. Arteaga Pereira. Librettot publicerades både på engelska och italienska (Barcelona: J.B. Pujol, 1895). Operan gavs fem gånger med final den 12 maj.
Verket iscensattes och spelades in 2002 av den spanske musikforskaren och dirigenten José De Eusebio. Den 24 januari 2009 dirigerade han Orquesta Filarmónica de Gran Canaria i världspremiären av Henry Clifford med dess ursprungliga engelska libretto i Auditorio Alfredo Kraus, Las Palmas de Gran Canaria. Föreställningen gavs i en konsertant uppsättning med John MacMaster som Henry Clifford, Ana María Sánchez som Lady Clifford, María Rey-Joly som Annie Saint-John, David Wilson-Johnson som Sir John Saint-John och Larissa Diadkova som Lady Saint-John.

## Personer
| Roller                                                                         | Röststämma  | Premiärbesättning 8 maj 1895 (Dirigent: Isaac Albéniz) |
| ------------------------------------------------------------------------------ | ----------- | ------------------------------------------------------ |
| Henry Clifford                                                                 | tenor       | Emanuel Suagnes                                        |
| Lady Clifford                                                                  | sopran      | Angelica Nava                                          |
| Sir John Saint-John                                                            | baryton     | Andrés Perellò de Segurola                             |
| Lady Saint-John                                                                | mezzosopran | Concetta Mas                                           |
| Annie Saint-John                                                               | sopran      | Adele Marra-Mirò                                       |
| Colin ("Nicola" i det italienska librettot)                                    | baryton     | Francesco Puyggener                                    |
| Budbäraren                                                                     | tenor       |                                                        |
| Härold                                                                         | baryton     |                                                        |
| Soldater, bönder, Lady Cliffords hovdamer, folksamling (barn, män och kvinnor) |             |                                                        |